# Diego Ormaechea
Diego Ormaechea (Montevideo, 19 settembre 1959) è un allenatore di rugby a 15 ed ex rugbista a 15 uruguaiano, in carriera attivo come terza linea centro e internazionale per l'Uruguay di cui è stato capitano. Da allenatore è stato commissario tecnico della Nazionale uruguaiana e nel 2019 è stato inserito nella World Rugby Hall of Fame, primo uruguaiano a ricevere l'onorificenza.
Nella vita privata è veterinario e ha tre figli di cui Agustín ha partecipato al mondiale 2019.

## Biografia
Nato a Montevideo, cominciò a giocare a rugby a quindici anni nel 1976. Ha giocato per tutta la sua carriera al Carrasco, vincendo quattordici volte il campionato nazionale.
Fece il suo debutto con la maglia dell'Uruguay nella partita con il Paraguay. Nel 1999, all'età di 40 anni è diventato il giocatore più anziano di sempre a partecipare alla Coppa del mondo di rugby, durante la partita con il Sudafrica. Durante la manifestazione fu il capitano nella prima volta assoluta dei sudamericani al mondiale. Segnò una meta nella vittoria per 27-15 sulla Spagna. Detiene il record di mete con la nazionale dell'Uruguay, 41 mete in 20 anni, dal 1979 al 1999.
Lasciò il rugby per un anno, ma in seguito tornò per un'ultima stagione al Carrasco Polo Club, prima di porre fine alla sua lunga carriera, nel 2001, all'età di 41 anni.
Nel 2003 in veste di allenatore della nazionale partecipò alla seconda coppa del mondo dei Los Teros. Riportò una sola vittoria con la Georgia in un girone formato anche da Inghilterra, Sudafrica e Samoa.
Nel 2019 fu inserito nella World Rugby Hall of Fame, primo uruguaiano della storia.

## Palmares
- Campionato uruguaiano di rugby a 15: 14
Carrasco Polo Club: 1981, 1983, 1990, 1991, 1992, 1993, 1994, 1995, 1996, 1997, 1998, 1999, 2000, 2001